# Shane Long
Shane Patrick Long (født 22. januar 1987) er en irsk professionel fodboldspiller, som spiller for EFL Championship-klubben Reading og Irlands landshold.

## Klubkarriere

### Cork City
Long begyndte sin karriere hos Cork City, hvor han gjorde sin professionelle debut i marts 2005.

### Reading
Long skiftede i juni 2005 til Reading. Efter at oprindeligt have spillet som back-up, så etablerede Long i løbet af 2006-07 sæsonen sin plads på førsteholdet. Long imponerede især i 2010-11 sæsonen, hvor at flere andre klubber tog interesse i ham.

### West Bromwich Albion
Efter mere end 200 kampe for Reading i alle turneringer, skiftede Long i august 2011 til West Bromwich Albion. Long var herefter fast mand hos WBA over 2,5 sæsoner.

### Hull City
Long skiftede i januar 2014 til Hull City.

### Southampton
Efter kun en halv sæson med Hull, skiftede Long i august 2014 til Southampton.
Den 5. april 2019 blev Long kun den fjerde irske spiller til at have scoret 50 mål i Premier League, efter Robbie Keane, Niall Quinn og Damien Duff.
Den 23. april 2019 satte Long en Premier League rekord, da han scorede det hurtigste mål nogensinde i turneringen. I kampen imod Watford, scorede Long efter bare 7,69 sekunder, og slog dermed rekorden.

#### Leje til Bournemouth
Long blev i februar 2021 udlånt til Bournemouth i resten af 2020-21 sæsonen.

### Reading retur
Long vendte i juli 2022 tilbage til Reading, næsten 11 år efter han forlod klubben.

## Landsholdskarriere

### Ungdomslandshold
Long har repræsenteret Irland på U/19- og U/21-niveau.

### Seniorlandshold
Long debuterede for Irlands landshold den 7. februar 2007. Han var del af Irlands trupper EM 2012 og EM 2016.

## Titler
Reading
- EFL Championship: 1 (2005–06)

Irland
- Nations Cup: 1 (2011)

Individuelle
- Reading Player of the Season: 1 (2010–11)